# 臺灣八角金盤
（學名：Fatsia polycarpa）又名多果八角金盘，是五加科八角金盘属的植物，为台灣特有植物。分布在海拔2,000米至2,800米的地区，常生于阴湿森林中。